# Cedric Nuytinck
Cedric Nuytinck, född 6 januari 1993, är en belgisk bordtennisspelare.

## Karriär
Vid olympiska sommarspelen 2024 i Paris blev Nuytinck utslagen i den första omgången i singel av svenske Truls Möregårdh.